# 동카리알라 군정청
동카리알라 군정청(핀란드어: Itä-Karjalan sotilashallinto 이태카리알란 소틸라스할린토[*])은 계속전쟁 당시 핀란드 육군이 소련의 카렐리야-핀란드 소비에트 사회주의 공화국(KFSSR)을 일시 점령했을 때 이 지역을 완전히 핀란드령으로 합병시키기 위해 세운 임시 행정기관이다. 1941년 7월 15일 군정이 개시되어 1944년 여름에 끝났다.
1940년 겨울전쟁 종전 당시 맺은 모스크바 평화 조약으로 소련에 할양되었다가 1941년 핀란드군의 겨울 공세(핀란드의 카렐리야 지협 재탈환 참조)로 탈환했던 영토는 군정청 소관 지역에 포함되지 않고 1941년 12월 9일에 핀란드의 직할령으로 합병되었다. 이에 따라 동카리알라 군정청의 소관 지역은 대략 라도가호와 오네가호의 사이 지역에 해당한다.